# 陪你Sha La La
陪你Sha La La是台灣男子團體Ozone的歌曲，並作為他們成團一周年後推出首部團體綜藝節目《Ozone夏日青春冒險》的主題曲，這首歌在2023年10月17日以數位單曲形式發行，並於11月14日公開其音樂錄影帶。

## 背景與發行
2023年9月13日正值台灣人氣團體Ozone出道一周年時，在出道周年紀念見面會上宣布推出首部團體綜藝節目《Ozone夏日青春冒險》，並在2天後釋出節目預告並公布主題曲陪你Sha La La的音源試聽，而這首歌曲在2023年10月17日正式上線後，團體綜藝節目也在10月20日正式在MyVideo上映。大約一個月後，陪你Sha La La的音樂錄影帶預告在11月10日釋出，並於11月14日正式發布。

## 音樂與歌詞
陪你Sha La La主要由城旭遠填詞，而饒舌歌詞部分則由團體成員李哲言負責撰寫，另外這首歌的編曲由江柏翰以及滴燙負責，而江柏翰也負責這首歌的作曲。這首歌曲不僅涵蓋這些少年帶有叛逆調皮的青春熱血氛圍，也讓這些成員和粉絲們達成共同的約定，而在整首歌曲當中的饒舌部分，李哲言的「3:30 Pick up the phone」呼應團體成員經常在凌晨起床時開始準備團綜生活。由於這首歌曲將作為團體綜藝節目《Ozone夏日青春冒險》的主題曲，因此在這首歌曲的製作上更有夏日度假的氛圍。
陪你Sha La La在編曲製作上有別於第一張迷你專輯《Unicorn》的強烈節奏舞曲，是融合鼓組和電吉他樂器，並搭配80年代的独立摇滚元素以及時尚夢幻的合成器聲響，而在最後完成並聆聽這首歌時，不僅感到輕快舒適，也讓團體成員和聽眾一秒切換到度假模式。在整體的音樂表現上，這首歌曲是以G大調為基底製作，而在節奏方面則是以每分鐘121拍的速度來呈現。

## 音樂錄影帶

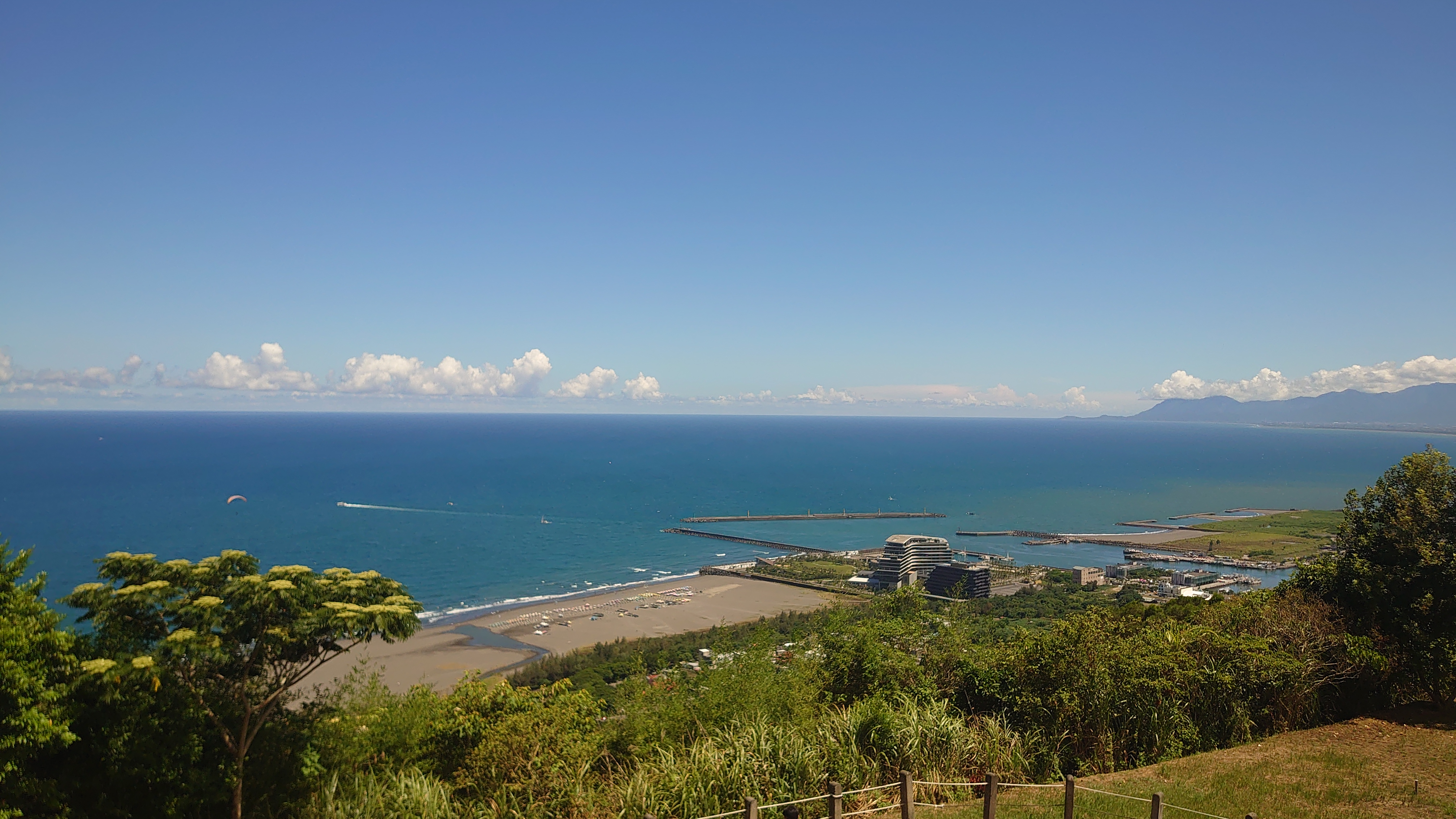
在烏石漁港附近的外澳海水浴場為Ozone的MV拍攝場地，而遠處的建築物「凱渡廣場酒店」也是這次音樂錄影帶的取景地點

陪你Sha La La不僅在上次Purple Days的宜蘭縣頭城鎮外澳海水浴場進行音樂錄影帶的錄製，這次Ozone的音樂錄影帶拍攝團隊更包下鄰近烏石漁港的凱渡廣場酒店進行陪你Sha La La音樂錄影帶的錄製。這次的音樂錄影帶由蘇聖執導，在整個音樂錄影帶的呈現上揮灑著團體成員的歡樂度假時光，包括團體成員林佳辰被其餘成員丟到泳池中，成員們在海灘邊追逐玩球，甚至在飯店房間內玩起枕頭大戰，這些在音樂錄影帶的場景對這些成員們而言是宛如在錄製團體綜藝節目《Ozone夏日青春冒險》的橋段。

## 商業表現
陪你Sha La La在2023年10月17日上線當天，在KKBOX台灣、香港新歌日榜分別空降第12名和第47名，而台灣的新歌日榜在2天後上升至最高的第9名，至於香港的新歌日榜則在10月26日和28日來到最高的第31名。這首歌在台灣單曲日榜方面，於10月17日上線當天登上第54名，在3天後登上最高的第31名。來到周榜單，這首歌在2023年10月13日當周的台灣華語新歌周榜登上第29名，並在1周後登上最高的第10名，至於台灣單曲周榜，則登上2023年10月20日當周的最高排名第34。另外，陪你Sha La La在其他周排行榜方面，於2023年10月23日當周的台灣Hito中文榜登上第2名。

## 製作名單
以下資訊可從YouTube找到。

| 歌曲製作 - 作詞：城旭遠、李哲言 - 作曲：江柏翰 - 製作：JerryC - 編曲：江柏翰、滴燙 - 吉他：呂尚霖、JerryC - 配唱製作人：JerryC - 和聲 & 編寫：江柏翰、JerryC - 錄音工程師：JerryC（@Yellout Studio） - 混音工程師：JerryC（@Yellout Studio） - 母帶後期處理工程師：Brian Elgin（@Resident Studios） | 音樂錄影帶製作 - 彩妝：簡偉文、林熙筠、林詩庭（@prettycool_makeup） - 髮型：Tim、Ben、King（UNDER hair） - 造型：Quenti Lu - 導演：蘇聖 - 攝影師：陳哲昀 - 製片：李婷婷 - 攝影大助：張育甄 - 攝影助理：周凱邦、蔡豐駿 - 燈光師：⿈柏源 - 燈光大助：蘇志豪 - 燈光助理：王俊淵、張棨傑 - 場務組：⿈正達、余國傑、吳芳源 - 燈光器材：貞寶企業 - 場地協助：凱渡廣場酒店 - 3D：龔爰 |

## 榜單成績
| 排行榜（2023年） | 最高 排名 |
| ---------------- | --------- |
| 台灣（KKBOX）    | 9         |
| 香港（KKBOX）    | 31        |

| 排行榜（2023年） | 最高 排名 |
| ---------------- | --------- |
| 台灣（KKBOX）    | 31        |

| 排行榜（2023年） | 最高 排名 |
| ---------------- | --------- |
| 台灣（KKBOX）    | 10        |

| 排行榜（2023年） | 最高 排名 |
| ---------------- | --------- |
| 台灣（HITO）     | 2         |
| 台灣（KKBOX）    | 34        |